# 171
El año 171 (CLXXI) fue un año común comenzado en lunes del calendario juliano, en vigor en aquella fecha.
En el Imperio romano el año fue nombrado el del consulado de Severo y Herenniano, o menos frecuentemente, como el 924 ab urbe condita, siendo su denominación como 171 a principios de la Edad Media, al establecerse el anno Domini.

## Acontecimientos
- Mesopotamia se convierte en provincia romana.
- Hispania romana: se producen incursiones de tribus moras en la Bética[1] y sublevaciones lusitanas.[2]